# Ibolya Dávid

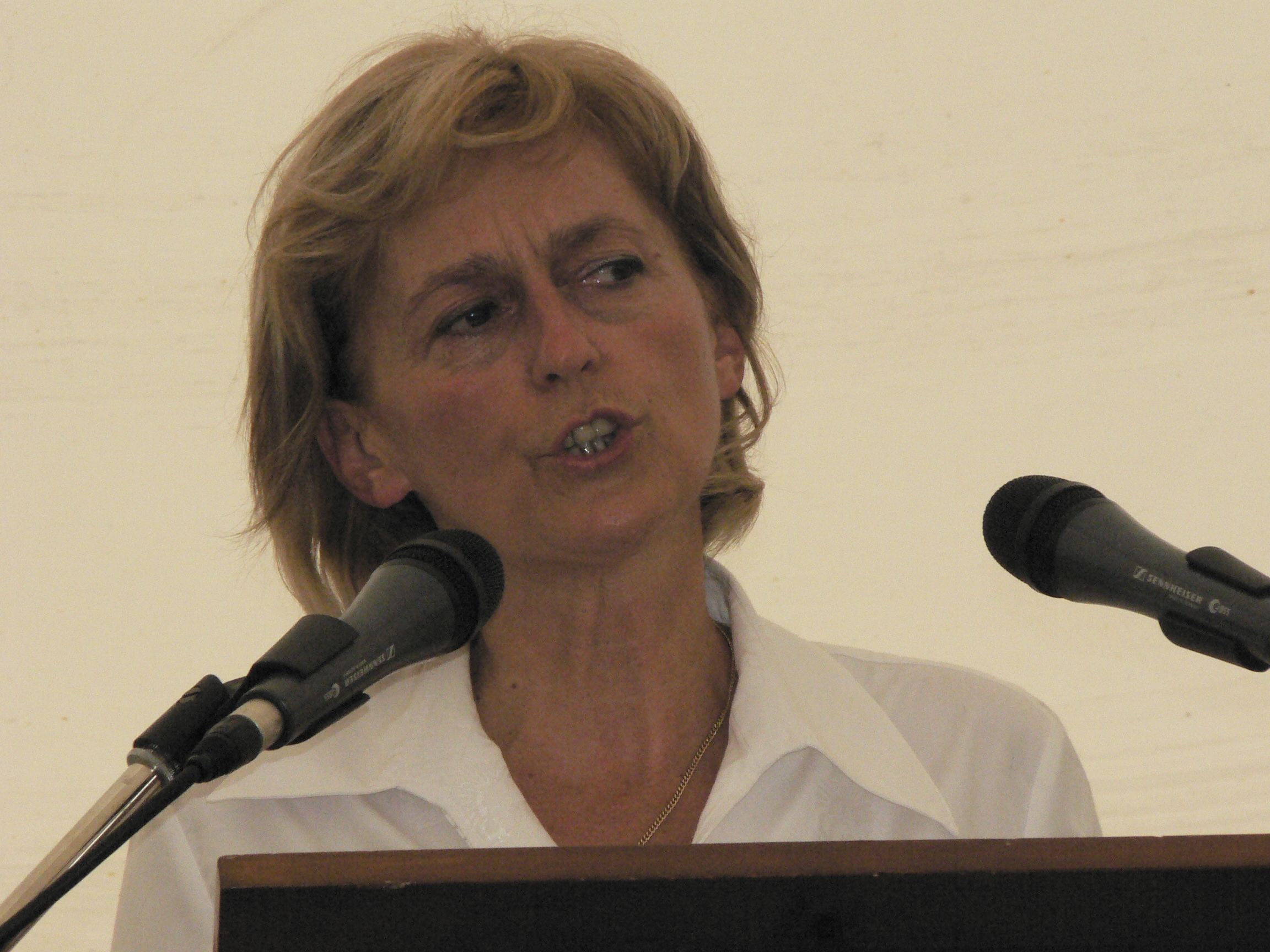
Ibolya Dávid

Ibolya Dávid (Baja, 12 augustus 1954) is een Hongaars advocate en politica. Dávid was presidente van het Hongaars Democratisch Forum (MDF) tussen 1999-2010 en was Hongaars Minister van Justitie van 1998 tot 2002. Zij was de enige vrouwelijke minister tijdens de regeerperiode van Viktor Orbán. Dávid was onafhankelijk lid van het Hongaarse Parlement sinds de MDF-fractie verboden werd.  Dávid nomineerde Lajos Bokros op de MDF-lijst voor de Europese Parlementsverkiezingen van 2009, wat voor controverse zorgde en leidde tot het vertrek van enkele leden van de partij. 
Sinds de Hongaarse Parlementsverkiezingen van 2010 bleef de neerwaartse trend in de MDF-partij aanhouden waardoor ze niet in het Parlement zetelden. Dávid Ibolya trad terug op 11 april 2010 na de eerste ronde. Károly Herényi werd haar opvolger.

## Bron
- Dit artikel of een eerdere versie ervan is een (gedeeltelijke) vertaling van het artikel Dávid Ibolya op de Hongaarstalige Wikipedia, dat onder de licentie Creative Commons Naamsvermelding/Gelijk delen valt. Zie de bewerkingsgeschiedenis aldaar.